# Microtendipes numerosus
Microtendipes numerosus är en tvåvingeart som beskrevs av Lehmann 1979. Microtendipes numerosus ingår i släktet Microtendipes och familjen fjädermyggor.
Artens utbredningsområde är Kongo. Inga underarter finns listade i Catalogue of Life.